# Parafia Najświętszego Serca Pana Jezusa w Będzinie
Parafia Najświętszego Serca Pana Jezusa w Będzinie – rzymskokatolicka parafia, położona w dekanacie będzińskim, diecezji sosnowieckiej, metropolii częstochowskiej w Polsce. Utworzona w 1938 roku. Obsługiwana jest przez księży diecezjalnych.

## Zasięg parafii
Ulice: Andersa, Cynkowa, Filtrowa, Kielecka, Kolejowa, Kołłątaja, Wajdy, Przyjaźni, Paryska, Spacerowa, Szymborskiej, Staszica, Stawowa, Pileckiego, Środkowa, Wąska, Żwirki i Wigury.